# 小池さん
- 藤子不二雄 > 作品のキャラクター > 小池さん

小池さん（こいけさん）は、藤子不二雄（のちの藤子不二雄Ⓐ、藤子・F・不二雄）の漫画に登場する架空の人物。

## 概要

ラーメン屋台モニュメント（豊島区南長崎公園）。

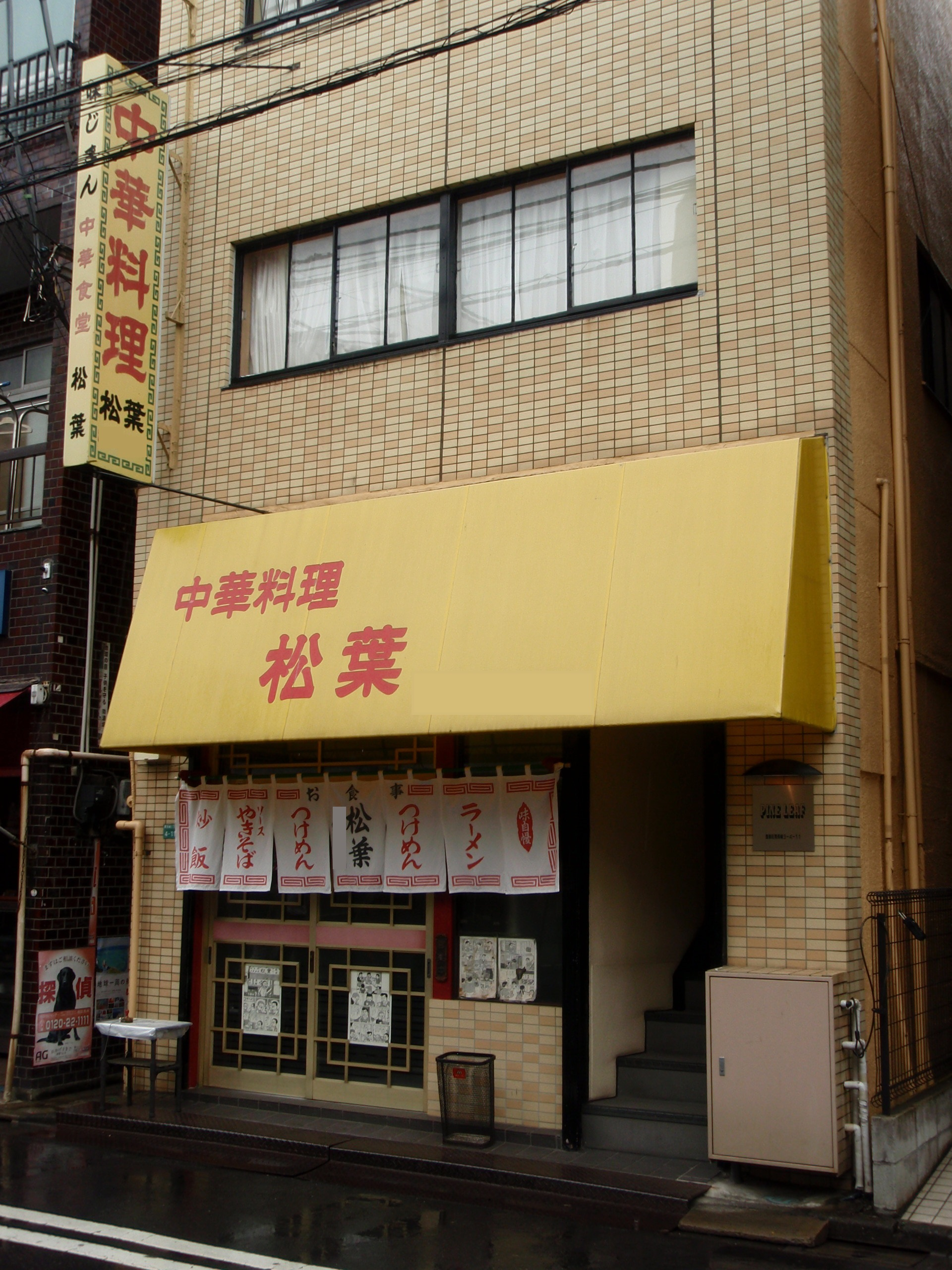
トキワ荘住人がよく利用した中華料理店「松葉」。

ラーメンが大好きで、いつもラーメンを食べている中年男性。天然パーマ（非常に癖が強くアフロヘアに近い）、眼鏡、焦点の定まらない目、締まりのない口でいつも不機嫌そうなしかめ面が特徴。
モデルはアニメーターの鈴木伸一で、ラーメン好きの設定も鈴木本人に由来する。ただし鈴木自身はラーメンに限らずうどんや蕎麦、スパゲッティといった麺類全般が好きと語っており、むしろトキワ荘時代に近所の中華料理店「松葉」からラーメンの出前を取るほどだった、藤子両人のラーメン好きが設定に反映されているという。このラーメン店「松葉」は現存し、具は豪華になったもののスープの製法は当時のままであり、外国人を含む漫画ファンの来店も多い。
オリジナルのキャラクターデザインは安孫子素雄による。口が波線になっているのは新漫画党時代に森安なおやが描いた似顔絵（当時は互いに誕生日祝いとして描いていた）が元で、それを藤子が取り入れたという。
藤子不二雄の漫画『オバケのQ太郎』（藤本と安孫子の合作）で初めて登場。本来は「小池さん」ではなく、小池さんの家に下宿している鈴木さんという設定であり、鈴木本人には藤子スタジオのアシスタントから登場の件が伝えられた。当時鈴木は鎌倉市にある小池家に下宿しており、スタジオゼロで背景を担当していた野口竜がそれを忠実に再現し住宅の表札に「小池」と作画したことから、読者に苗字が小池だと誤解され、そのまま定着した。
『オバケのQ太郎』のほかに、『パーマン』（旧作は合作、新作は藤本単独作）や『ドラえもん』（藤本単独作）、『忍者ハットリくん』（安孫子単独作）など藤子漫画の多くに登場する（下記に詳述）。職業は多岐にわたっている（アニメーター、漫画家であることが多い）ことから、各作品に登場する小池は別人であり、スターシステムの手法が用いられているとみられる。
基本的には「一市民」的扱いで、ラーメンを食べているとQ太郎ら主役陣に乱入される、ラーメンを台無しにされる、あるいはエキストラ的に現れることが多い。端役で台詞が全くない例も多いが、一話完結のストーリー中で中核をなすこともある。
なお、『オバケのQ太郎』やその他の作品で小池さんが主に食べているのはインスタントラーメン（袋麺）であり、カップラーメンではない。どんぶりに移して食べていることもあれば、鍋から直接食べていることもある。初期にはカップラーメンは存在しなかったが、1985年のリメイク版アニメ『オバケのQ太郎』では、カップラーメンを食べる場面がある。

## 小池さんが登場する作品
※名前を名乗っていなかったり、別名で登場している場合もあるが、以下、藤子不二雄の作品に登場する小池さん顔のキャラクターを挙げる。

### 『オバケのQ太郎』（合作）
脇役。メインキャラ級。『オバケのQ太郎』の「上にドがつく小池さん」の回で、職業はモデルとなった鈴木と同様のアニメーターで、勤務先はスタジオゼロをもじった「スタジオボロ」であることが明かされた。小池さんは後に結婚。新婚当初を描いた回「あこがれのラーメン」では、即席ラーメンばかり食べていて栄養に悪いと判断した奥さんに手料理ばかり食べさせられて逃げ出すエピソードがあるが、その結末ではラーメン好きを理解されてひとつのどんぶりから麺をチューチューすすりあう仲睦まじい様子を見せた。その後、奥さんがラーメンとたくさんの手料理を食卓に並べるシーンが何度か描かれている。また『新オバケのQ太郎』では2人の子供も登場している。『ドラえもん』（藤本単独作）の「ドラえもんの大予言」（てんとう虫コミックス1巻収録）では顔も髪型も瓜二つの家族（妻と息子）が登場するが、『オバケのQ太郎』に登場する家族と顔が異なる。また『21エモン』（藤本単独作）では、コイケラス星人という宇宙人版の小池さんが登場している。
学習雑誌『小学四年生』1967年2月号に掲載された企画漫画「20年後のオバケのQ太郎」では、オバQや大原一家らと共に、20年後の小池さんが描かれており、20年後は下駄ばきで和服を着用しているが、依然としてラーメンを食べている。

### 『ホアー!! 小池さん』（藤子Ⓐ）
主役。『ホアー!! 小池さん』(A)は、小池さんが主役、かつ短編や読み切りではない連載作品で単行本も2巻まで発売された。ゴルフ漫画で、小池さんはゴルファーの設定である。

### 『忍者ハットリくん』（安孫子単独作〜藤子Ⓐ）
脇役。メインキャラ。『忍者ハットリくん』の副主人公　三葉ケン一の担任教師 小池先生として登場。アニメ版での声は二又一成が担当した。漫画の初期のシリーズでは鼻の下に髭があったが、『新 忍者ハットリくん』から髭はなくなった。アニメでは最初から髭はない。
学校教師という設定上、ラーメンを食べるシーンはごく稀にしか登場しない。写真撮影、昆虫採集、将棋、彫刻など多くの趣味を持つ。学校の授業の際に発する台詞「であるから、こうなるのである」が口癖。

### 主役で登場するその他の藤子漫画
藤本単独作品
- カイケツ小池さん（短編作品）
- ウルトラ・スーパー・デラックスマン（短編作品） - 句楽兼人（くらく けんと）という名前であるが、容貌は小池さんのもの。

安孫子単独作品
- 小池さんの奇妙な生活（短編作品）
- 添乗さん
- オレ係長補佐
- ゲゲゲのゲー
- 赤紙きたる（短編作品）
- ある暑中休暇

上記6つの安孫子単独作を収録した作品集『小池さん!大集合』が、藤子Ⓐの画業60周年記念として復刊ドットコムより2012年2月下旬に発行された。

### メインキャラとして登場するその他の藤子漫画
安孫子単独作品〜藤子Ⓐ作品
- ウルトラB（ミチオのパパ・鈴本進一）

### 脇役として登場するその他の藤子漫画
合作
- パーマン（旧）

藤本単独作品
- 21エモン（コイケラス星人、怪獣スズキラスほか）
- ウメ星デンカ
- ドラえもん
- モジャ公
- 宙ポコ
- スーパーさん（短編作品）
- 気楽に殺ろうよ（短編作品）
- 懐古の客（短編作品）
- スーパーサラリーマン左江内氏

安孫子単独作品
- フータくん
- 怪物くん
- 黒ベエ
- 狂人軍（前衛的作風の漫画家）
- 無名くん
- 魔太郎がくる!!
- ひっとらぁ伯父サン
- ミス・ドラキュラ
- オヤジ坊太郎
- パラソルヘンべえ
- 憂夢
- 踊ルせぇるすまん

### 藤子アニメ
藤子Ⓐ
- 笑ゥせぇるすまん（アニメ第0話 プロローグで登場したサラリーマン。家族のことを思い返すシーンで自宅に掲げてある表札に「小池」と明記。妻と娘がいる設定）
- ビリ犬なんでも商会（アニメ第4話、第16話、第20話に登場）

藤子・F・不二雄
- キテレツ大百科（アニメ205話「ネコの集会!夜中に消えたパパとママ」のみ[注釈 2]）
- ドラえもん のび太と銀河超特急（1996年のドラえもん映画。本作中の遊園地・ドリーマーズランドのスタッフの一人として登場する。小池さんの名前は出てこないが外見は小池さんである。現在までドラえもん映画シリーズで登場したのは本作のみ）

### 藤子ゲーム

#### コンピューターゲーム
- オバケのQ太郎 ワンワンパニック （バンダイ、ファミリーコンピュータ） - 7日目（7面）はQ太郎が小池さんにラーメンを届ける。

#### ボードゲーム
- オバケのQ太郎 ドンジャラ（バンダイ） - 小池さんの牌がある。1点。

### 藤子不二雄以外の漫画作家作品（小池さんとして）
藤子両人や鈴木と友人だった石森章太郎・赤塚不二夫作品にも登場したことがある。例として赤塚作品では漫画『おそ松くん』の「クリーニング屋 まじめにやれよ」に冒頭で2コマだけ登場している（竹書房版8巻、電子書籍版9巻に収録）。

### 漫画・アニメ作品以外での登場
シャ乱Q『ラーメン大好き小池さんの唄』
シャ乱Qが第2回NHK-BSヤングバトル全国大会・グランプリで歌った『ラーメン大好き小池さんの唄』とそのリメイク『新・ラーメン大好き小池さんの唄』を出している（2006年5月31日発売のアルバム『まんぷくトランス』で西尾季隆（丁半コロコロ）がカバー）。縮れ毛で黒縁眼鏡の男性に対するコイケさんという仇名は現実にも広がり、西澤保彦の匠千暁シリーズなどで小説で描かれたりもしている。
ドラマ『スーパーサラリーマン左江内氏』
2017年に『中年スーパーマン左江内氏』が『スーパーサラリーマン左江内氏』としてドラマ化された際には、原作には出番がないにもかかわらず、藤子作品のアイコンとしてレギュラーキャラで、ラーメンを好む小池刑事が新たに設定された（演:ムロツヨシ）。実写連続ドラマ作品初レギュラー登場となった。　

## 鈴木伸一本人としての登場作品
以下は正確には「小池さん」ではないが、便宜上ここで記述する。

### 藤子不二雄作品
藤子不二雄の自伝作品では、よく小池さんの容姿のままでモデルとなった鈴木伸一本人が描かれている。なお、この傾向は、下記の作品で見ることができ、彼らの中で「鈴木伸一の漫画絵」として「小池さん」のデザインが完成していることがわかる。
安孫子単独作品
- 『まんが道』（のちに藤子Ⓐ作品）

藤本単独作品
- 『スタジオボロ物語』

藤子Ⓐ作品
- 『愛…しりそめし頃に…』

### 藤子不二雄以外の漫画作家作品（鈴木伸一として）
『ブラック・ジャック創作秘話〜手塚治虫の仕事場から〜』（宮崎克（原作）、吉本浩二（作画））では鈴木伸一本人がインタビューを受け手塚治虫とのエピソードを語るが、現在（インタビュー当時）の鈴木の容姿が写実的に描かれているのに対し、回想当時の容姿はやはり「小池さん」に類似した姿で描かれている。また、手塚とともに中国を訪れた際のエピソードでは「小池さん」さながらに中華そばを食べているシーンがある。

## 小池さんの役柄
ラーメンを食べているおじさん、もしくはアニメーターというイメージが強いが、実は作品によって役柄は様々である。(主に藤子不二雄Ａ作品)以下、藤子不二雄の作品に登場する小池さん顔のキャラクターの役柄を挙げる。
- 近所のおじさん
  - 『オバケのQ太郎』（合作）
  - 『フータくん』（安孫子）
  - 『怪物くん』（安孫子）
  - 『パーマン』（旧作は合作）
  - 『ウメ星デンカ』（藤本）
  - 『ドラえもん』（藤本）
  - 『ジャングル黒べえ』（藤本）
  - 『Uボー』（藤本）
  - 『パラソルヘンべえ』（安孫子）
- アニメーター、漫画家
  - 『オバケのQ太郎』（合作）
  - 『フータくん』（安孫子）
  - 『小池さんの奇妙な生活』（安孫子）
  - 『狂人軍』（安孫子）
  - 『赤紙きたる』（安孫子）
  - 『かっぱのカッポ』（安孫子）
  - 『魔太郎がくる!!』（安孫子）
  - 『スタジオボロ物語』（藤本）
  - 『まんが道』（安孫子〜藤子Ⓐ）
  - 『憂夢』（藤子Ⓐ）
  - 『笑ゥせぇるすまん』（藤子Ⓐ）
- 教師
  - 『忍者ハットリくん』（安孫子〜藤子Ⓐ）
  - 『怪物くん』（安孫子）
  - 『魔太郎がくる!!』（安孫子）
  - 『ビリ犬』（安孫子）
  - 『プリンスデモキン』（藤子Ⓐ）
- サラリーマン
  - 『ひっとらぁ伯父サン』（安孫子）
  - 『カイケツ小池さん』（藤本）
  - 『ボクちゃんのララバイ』（安孫子）
  - 『ゲゲゲのゲー』（安孫子）
  - 『ウルトラ・スーパー・デラックスマン』（藤本）- 名前は句楽兼人。
  - 『ウルトラB』（安孫子〜藤子Ⓐ） - 名前は鈴本進一。
- ラーメン屋
  - 『黒ベエ』（安孫子）
  - 『ドラえもん』（藤本〜藤子・F）
- 刑事
  - ドラマ『スーパーサラリーマン左江内氏』（藤子・F）

## 小池さんを演じた声優・俳優
| 声優・俳優 | 作品名                                                                              | 役名（小池さん以外の場合のみ） |
| ---------- | ----------------------------------------------------------------------------------- | ------------------------------ |
| 大竹宏     | オバケのQ太郎（1965-1967、TBS系）                                                   |                                |
| 永井一郎   | 怪物くん（1968、TBS系）                                                             | 小池探偵                       |
| 島田彰     | 新オバケのQ太郎（1971-1972、日本テレビ系）                                          |                                |
| 広森信吾   | オバケのQ太郎（1985-1987、テレビ朝日系）                                            |                                |
| 広森信吾   | ドラえもん（2001-2004、テレビ朝日系）                                               |                                |
| 二又一成   | 忍者ハットリくん（1981-1987、テレビ朝日系）                                         | 小池先生                       |
| 二又一成   | ドラえもん（1996、テレビ朝日系）                                                    |                                |
| 二又一成   | ビリ犬なんでも商会（1989、テレビ朝日系）                                            | 大池先生                       |
| 二又一成   | 笑ゥせぇるすまん（1989年、TBS系）                                                   |                                |
| 肝付兼太   | ウルトラB（1987-1989、テレビ朝日系）                                                | 鈴本進一                       |
| 峰恵研     | パーマン（1983-1985、テレビ朝日系）                                                 |                                |
| 加藤治     | 21エモン（1991、テレビ朝日系）                                                      | コイケラス星人                 |
| 掛川裕彦   | 21エモン（1991、テレビ朝日系）                                                      | 怪獣スズキラス                 |
| 仲木隆司   | 21エモン（1991、テレビ朝日系）                                                      | スズキラス将軍                 |
| 坂東尚樹   | 21エモン（1991、テレビ朝日系）                                                      |                                |
| 山崎たくみ | ドラえもん（1995.7、テレビ朝日系）                                                  |                                |
| 平野正人?  | キテレツ大百科（1993、フジテレビ系）                                                |                                |
| 後藤ヒロキ | ドラえもん（テレビ朝日系）                                                          |                                |
| 龍田直樹   | ウルトラ・スーパー・デラックスマン （「藤子・F・不二雄のSF短編シアター」第3巻収録） | 句楽兼人                       |
| 中田隼人   | インド版 忍者ハットリくん（2013-2014、アニマックス）                                | 小池先生                       |
| 矢嶋友和   | インド版 忍者ハットリくん（2013-2014、アニマックス）                                | 小池先生                       |
| ムロツヨシ | スーパーサラリーマン左江内氏（2017、日本テレビ系）                                  | 小池郁男                       |
| ムロツヨシ | 小池刑事の鬼の取調室（2017年、Hulu）                                                | 小池郁男                       |